# Сюзі Дент
Сюзі Дент (англ. Susie Dent) — англійська лексикограф, етимолог та медійна особистість. З 1992 року знімається в телегрі на каналі Channel 4 — «Відлік», де займає «словниковий куток». Вона також з'являється у телегрі «8 з 10 котів роблять відлік», версії шоу для дорослої аудиторії.

## Біографія
Народилася у місті Вокінг, графство Суррей (Англія). Навчалася у Марістській школі у місті Аскот, незалежній католицькій школі, з семестром в Ітонському коледжі для підготовки до Оксбриджидських вступних іспитів. Здобула ступінь бакалавра з «сучасних мов» в Сомервіль-коледж (Оксфорд), а також ступінь магістра німецької філології в Принстонському університеті.
Коли Дент почала зніматися у «Відліку», вона також працювала з видавництвом Оксфордського університету для створення англійських словників, працюючи до того над двомовними словниками.
Дент відома як постійний лексикограф шоу «Відлік», в кожному епізоді якого, вона дає короткий коментар про походження того чи іншого слова або фрази. З 1992 року вона загалом з'явилася у шоу понад 5000 разів. Дент також знімається у спін-оффі «8 з 10 котів роблять відлік». Крім того, Дент зіграла саму себе у ситкомі «Ніяких побачень».
Сюзі також презентувала веб-серію «Путівник Сюзі Дент по лаянню» (англ. Susie Dent's Guide to Swearing), де дослідила етимологію та історію окремий англійських лайливих слів. Вона також з'явилася у розважальному шоу «Чи я б брехав тобі?», а 2018 року у п'яти епізодах шоу «Дім ігор Річарда Османа».
2019 року Дент запустила успішний подкаст «Something Rhymes With Purple» (Щось римується зі словом «фіолетовий»), який вела разом із Джайлзом Брандретом.
2023 року вирушила у соло-тур Англією «Секретні життя слів» (англ. The Secret Lives Of Words).
Також з 2016 року Сюзі Дент — почесний віцепрезидент Чартерного інституту редагування та коректури.
2021 року розійшлася зі своїм чоловіком, Полом Аткінсом, з яким має двох доньок.